# 春天後母心 (1998年電視劇)
《春天後母心》，1998年9月2日至12月23日每週一至週五晚間八時於民視播出（9月2日從七時三十分播至九時三十分共2集），共81集，製作人宋文仲、趙文川。為了讓集數過長的《春天後母心》報名第34屆金鐘獎，1998年12月24日起將片頭劇名改為《春天父母心》，由第1集開始播出，延續《春天後母心》的劇情，以第三代長大的故事為主軸，播至1999年2月8日完結篇，製作人呂華濱、宋文仲。《春天後母心》及《春天父母心》合計共115集。

## 演員名單
- 白冰冰飾吳金鳳
- 陳松勇飾李進勇
- 潘麗麗飾潘秀枝
- 李季霞飾李淑霞
- 馬如龍飾潘武雄
- 李㼈飾吳金泉
- 王識賢飾林玉輝
- 陳仙梅飾陳雅玲
- 黃膺勳飾李文平
- 何如芸飾林嘉惠
- 兵欣蓉飾林玉蓮
- 談學斌飾宋建良
- 岳虹飾李文心
- 陳子強飾林啓明
- 虞小卉飾宋燕雪
- 柯叔元飾李俊傑
- 王中平飾李俊賢
- 范瑞君飾吳冠芳
- 陳淑芳飾李陳笑
- 林義芳飾林至峰
- 姜宏飾陳振家
- 林偕文飾喬治 (林鳳嬌)
- 何璦芸飾劉彩雲
- 吳炎棟飾林阿義
- 洪瑞霞飾林洪秋香
- 張倩飾劉麗卿
- 趙永馨飾林秋月
- 張龍飾林福
- 紀來和飾陳火旺
- 陳國鈞飾阿桐伯
- 秦直飾鼠仔
- 唐川飾張金德
- 程學書飾鎮長
- 星卉飾護士
- 藍一萍飾尼姑
- 白明華飾尼姑
- 雷洪飾王坤海
- 石峰飾黃文強
- 陳立芹飾劉美娟
- 李登財飾邱登財
- 闕水源飾老闆
- 黃龍飾黃組長
- 練昱廷飾黃銘昌
- 王豪飾許經理
- 盧彪飾組長
- 汪瑞堂飾旺伯
- 震龍飾樹根
- 姜富美飾阿雀

## 主題曲

### 片頭曲
1. 阮不願留（第1集-52集）
作詞：張錦華，作曲：張錦華，主唱：白冰冰
2. 愛到才知痛（春天後母心第53集-81集，春天父母心第1集-30集）
作詞：李克明，作曲：徐嘉良，主唱：孫建平
3. 落雨聲（第31集-34集）
作詞：方文山，作曲：周杰倫，主唱：江蕙

### 片尾曲
1. 一個人的心事
作詞：武雄，作曲：戴維雄，主唱：王壹珊
2. 甘講你嘸知
作詞：向月娥，作曲：劉思偉，主唱：黃乙玲
3. 怎樣會堪
作詞：李巖修，作曲：徐嘉良，主唱：江蕙

## 外部連結
- YouTube上的春天後母心﹛全81集﹜播放列表—民視戲劇館 Formosa TV Dramas
- YouTube上的春天父母心﹛全34集﹜播放列表—民視戲劇館 Formosa TV Dramas